# El oro de Yamashita

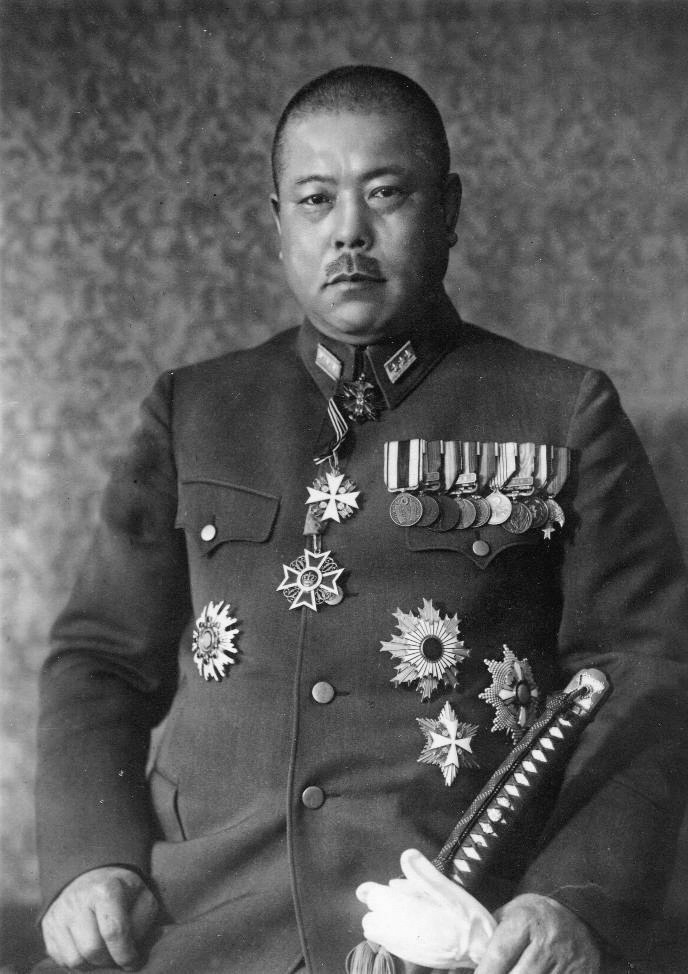
El general Tomoyuki Yamashita.

El oro de Yamashita, también conocido como el tesoro de Yamashita, es el nombre dado al presunto botín de guerra robado en el sudeste asiático por el Ejército Imperial Japonés durante la Segunda Guerra Mundial y escondido en cuevas, túneles, complejos subterráneos, o simplemente bajo tierra en Filipinas. Lleva el nombre del general japonés Tomoyuki Yamashita, apodado "El Tigre de Malaya", quien asumió el mando de las fuerzas japonesas en las Filipinas en 1944.
Aunque los rumores acerca del tesoro oculto en Filipinas han atraído a los cazadores de tesoros de todo el mundo durante más de cincuenta años, su existencia es descartada por la mayoría de los expertos. El tesoro que se rumorea ha sido objeto de una compleja demanda que se presentó en un tribunal estatal de Hawái en 1988 y que involucró a un cazador de tesoros filipino, Rogelio Roxas, y al expresidente de Filipinas, Ferdinand Marcos.

## Existencia del oro
Entre los que argumentan la existencia del oro de Yamashita están Sterling Seagrave y Peggy Seagrave, que han escrito dos libros relacionados con el tema:  La dinastía Yamato: La historia secreta de la familia imperial de Japón  (2000) y "Guerreros de oro: la recuperación secreta de América del oro de Yamashita" (2003). Los Seagrave sostienen que el saqueo se organizó en una escala masiva, tanto por mafiosos yakuza como Yoshio Kodama, y los niveles más altos de la sociedad japonesa, incluido el Emperador Hirohito. El gobierno japonés pretendía que el botín del sudeste asiático financiara el esfuerzo de guerra de Japón. Los Seagrave alegan que Hirohito designó a su hermano, Príncipe Yasuhito Chichibu, para dirigir una organización secreta llamada  Kin no yuri  ("Lirio dorado"), para este propósito. Se afirma que muchos de los que conocían la ubicación del botín fueron asesinados durante la guerra, o más tarde fueron juzgados por los Aliados de la Segunda Guerra Mundial por crímenes de guerra y ejecutados o encarcelados. El mismo Yamashita fue declarado culpable de crímenes de guerra y ejecutado por Estados Unidos el 23 de febrero de 1946, en Bayambang, Pangasinan, Filipinas.
Según los informes, la propiedad robada incluía muchos tipos diferentes de objetos robados de bancos, depósitos, otros locales comerciales, museos, casas privadas y edificios religiosos. Según varias versiones, el botín se concentró inicialmente en Singapur, y luego se transportó a Filipinas. Los japoneses esperaban enviar el tesoro de Filipinas al archipiélago japonés después del final de la guerra. A medida que avanzaba la Guerra del Pacífico, la Armada estadounidense infligió hundimientos cada vez más graves a la marina mercante japonesa. Algunos de los barcos que llevaban el botín de guerra a Japón fueron hundidos en combate.
En 1992, Imelda Marcos afirmó que el oro de Yamashita representaba la mayor parte de la riqueza de su esposo, Ferdinand Marcos.

## Escépticos del tesoro
Ricardo José, profesor de historia de la Universidad de Filipinas, ha cuestionado la teoría de que el tesoro del sudeste asiático continental fue transportado a Filipinas: "En 1943, los japoneses ya no tenían el control de los mares... No tiene sentido traer algo tan valioso aquí cuando sabes que, de todos modos, se perderá ante los estadounidenses. Lo más racional habría sido enviarlo a Taiwán o China".
El historiador filipino Ambeth Ocampo comentó: “Durante los últimos 50 años, muchas personas, tanto filipinos como extranjeros, han gastado su tiempo, dinero y energía en busca del elusivo tesoro de Yamashita". El profesor Ocampo señaló: "Lo que me sorprende es que durante los últimos 50 años, a pesar de todos los buscadores de tesoros, sus mapas, testimonios orales y detectores de metales sofisticados, nadie ha encontrado nada".